# Phí Mục (Bắc Ngụy)
Phí Mục (chữ Hán: 費穆, 477 – 529), tự Lãng Hưng, người quận Đại , tướng lãnh cuối đời nhà Bắc Ngụy. Ông có công tham gia trấn áp các lực lượng nổi dậy cuối đời Bắc Ngụy, nhưng cũng là kẻ xúi giục quyền thần Nhĩ Chu Vinh gây ra sự kiện Hà Âm thảm khốc.

## Thân thế
Ông cụ của Mục là Phí Úc, ban đầu ở dưới trướng của Ninh đông tướng quân Ta Tuấn nước Hạ. Cuối niên hiệu Thái Thường (416 – 423) thời Bắc Ngụy Minh Nguyên đế, Ta Tuấn đưa quân về hàng, được bái làm Long tương tướng quân, ban tước Kiền Vi công. Về sau Ta Tuấn được thăng làm Chinh nam tướng quân, Quảng A trấn đại tướng, dời tước là Hạ Bi công; Úc cũng được xét công huân quy phụ, ban tước Ngũ đẳng Nam, trừ chức Yến Quận thái thú, sau khi mất được tặng chức U Châu thứ sử.
Ông nội của Mục là Phí Vu, từ nhỏ đã có tiết tháo, trưởng thành được làm Nội tam lang . Thái Vũ đế tiến đánh nhà Lưu Tống, Vu theo xa giá đến Trường Giang, nhờ siêng năng hầu hạ mà được trừ chức Ninh viễn tướng quân, ban tước Tùng Dương nam. Sau đó Vu được thăng làm Thương cổ bộ nhị tào lệnh , trừ chức Bình nam tướng quân, Hoài Châu thứ sử.
Cha của Mục là Phí Vạn, được tập tước. Đầu niên hiệu Thái Hòa (477 – 499) thời Hiếu Văn đế, Vạn được trừ chức Bình nam tướng quân, Lương Quốc trấn tướng. Về sau Hiếu Văn đế nam chinh, Vạn theo xa giá vượt sông Hoài, tử trận; được tặng Trấn đông tướng quân, Ký Châu thứ sử.

## Sự nghiệp

### Khởi nghiệp
Mục tính cương liệt, có khí khái; đọc nhiều sách vở, ưa chuộng công danh. Đầu thời Tuyên Vũ đế, Mục được kế thừa nam tước; sau đó ông được trừ chức Hạ Châu biệt giá, rồi được gia hiệu Ninh viễn tướng quân, chuyển làm Kính Châu Bình tây phủ trưởng sử. Khi ấy thứ sử Hoàng Phủ Tập là cậu của Linh thái hậu, cậy thân phận ngoại thích, làm nhiều việc phi pháp. Mục nghiêm mặt can gián, khiến Tập kiêng dè. Sau đó Mục được chuyển làm An Định thái thú, vẫn làm trưởng sử. Mục được về triều, bái làm Tả quân tướng quân, chuyển làm Hà Âm lệnh, nổi tiếng nghiêm minh.

### Trấn áp Nhu Nhiên
Bấy giờ thủ lĩnh người Nhu Nhiên là Úc Cửu Lư Bà La Môn từ Lương Châu về hàng, bộ chúng của ông ta cướp bóc vùng biên, có chiếu cho Mục lãnh mệnh đi tuyên úy, khiến họ đều nạp khoản xin quy phụ. Năm sau người Nhu Nhiên lại phản kháng, vào cướp Lương Châu; Mục được trừ chức Phụ quốc tướng quân, Giả chinh lỗ tướng quân, kiêm Thượng thư tả thừa, Tây Bắc đạo hành đài, vẫn làm biệt tướng, đi đánh dẹp. Mục đến Lương Châu, người Nhu Nhiên chạy trốn; ông thuyết phục bộ hạ rằng kẻ địch sợ oai bỏ trốn, đợi quan quân rút lui thì quay lại cướp bóc, như thế sẽ khiến mọi người vất vả không thôi, ai cũng cho là phải. Mục chọn lựa tinh kỵ, mai phục ở hang núi, sai những quan quân gầy yếu ra ngoài dẫn dụ kẻ địch. Kỵ binh do thám của người Nhu Nhiên trông thấy, tin là quan quân yếu ớt, ít lâu sau kéo đến. Phục binh của Mục đuổi đánh, đại phá kẻ địch, chém tướng địch là bọn Úc Quyết Ô Nhĩ, Sĩ Cân Thập Đại, bắt được tù binh, gia súc rất nhiều.

### Trấn áp khởi nghĩa
Đến khi Lục trấn khởi nghĩa, triều đình giáng chiếu cho Mục làm biệt tướng, thuộc quyền đô đốc Lý Sùng, tham gia bắc phạt. Đô đốc Thôi Xiêm thua trận, Sùng sắp lui quân, hội họp chư tướng, hỏi ai có thể trấn thủ Sóc Châu – vốn là cửa ngõ của Bạch Đạo , mọi người đều tiến cử Mục; vì thế Sùng xin lấy ông làm Sóc Châu thứ sử, vẫn giữ hiệu tướng quân cũ, sau đó đổi làm Vân Châu thứ sử. Mục vời gọi dân chúng ly tán, rất được lòng người; nhưng châu trấn ở phía bắc lần lượt thất thủ, chỉ còn Mục giữ mỗi một tòa thành, bốn mặt kháng địch. Mãi về sau viện quân không đến, đường sá tắc nghẽn, nhu yếu cạn kiệt; Mục thấy thế cùng, bèn bỏ thành chạy về nam, nương nhờ Nhĩ Chu Vinh ở Tú Dung. Sau đó Mục về kinh nhận tội, có chiếu tha cho ông.
Giữa niên hiệu Hiếu Xương thời Hiếu Minh đế, 2 vùng Giáng, Thục nổi dậy, triều đình lấy Mục làm đô đốc, sai đánh dẹp. Mục được bái làm Tiền tướng quân, Tán kỵ thường thị, lại thăng Bình nam tướng quân, Quang lộc đại phu. Thủ lĩnh Lý Hồng khởi nghĩa ở Dương Thành, liên kết với quốc chủ nước Cừu Trì (trên danh nghĩa) là Dương Văn Đức, triều đình giáng chiếu cho Mục kiêm hiệu Vũ vệ tướng quân, soái quân đánh dẹp; ông phá địch ở phía nam Quan khẩu, được thăng làm Kim tử quang lộc đại phu, chánh hiệu Vũ vệ tướng quân.

### Xúi giục Nhĩ Chu Vinh
Nhĩ Chu Vinh tiến về Lạc Dương, Linh thái hậu trưng Mục, lệnh cho ông đóng đồn ở Tiểu Bình. Đến khi Vinh đưa Hiếu Trang đế lên ngôi, quan quân tan rã, Mục bèn rời bỏ quân đội ra hàng đầu tiên. Vinh vốn quen biết Mục, gặp ông thì cả mừng. Mục ngầm nói với Vinh rằng: "Binh mã của ngài không đến 1 vạn, nay rong ruổi đến Lạc, trước mặt không có ai ngăn trở, chính là nhờ nâng đỡ chúa thượng, nên thuận với lòng dân. Nhưng không có cái oai của chiến thắng, khiến có kẻ chẳng chịu khuất phục. Nay bọn ấy dựa vào kinh sư lắm người, trăm quan nhiều của, một khi biết được hư thực của ngài, ắt sanh lòng khinh mạn. Nếu không thi hành một hành động trừng phạt lớn, rồi thay thế bọn ấy bởi những người thân tín, ngày sau ngài trở về phương bắc, sợ rằng chưa vượt qua Thái Hành thì nội loạn đã phát tác rồi." Vinh cho là phải, vì thế mới gây ra sự kiện Hà Âm. Thiên hạ nghe được việc này, chẳng ai không nghiến răng căm hận. Vinh tiến vào Lạc Dương, Mục được thăng làm Trung quân tướng quân, Lại bộ thượng thư, Lỗ huyện khai quốc hầu, thực ấp 800 hộ, còn lãnh chức Hạ Châu đại trung chánh.

### Đánh bại quân nhà Lương
Tướng nhà Lương là Tào Nghĩa Tông uy hiếp Kinh Châu, có chiếu cho Mục làm Sứ trì tiết, Chinh nam tướng quân, Đô đốc Nam chinh chư quân sự, Đại đô đốc để cứu viện. Mục ngầm tiến quân theo lối tắt, bất ngờ tấn công, đại phá quân nhà Lương, bắt sống Tào Nghĩa Tông gởi về kinh sư; nhờ công được thăng Vệ tướng quân, tiến phong Triệu Bình quận khai quốc công, tăng ấp 1000 hộ. Sau đó Mục được thăng làm Sứ trì tiết, gia chức Thị trung, Xa kỵ tướng quân, Giả Nghi đồng tam tư, Tiền phong đại đô đốc; cùng Đại tướng quân Nguyên Thiên Mục đông tiến để đánh dẹp khởi nghĩa Hình Cảo.

## Cái chết
Bọn Mục trấn áp được Hình Cảo thì gặp lúc Nguyên Hạo được quân nhà Lương giúp đỡ, đánh chiếm kinh sư, Hiếu Trang đế bỏ chạy lên phía bắc; họ đưa quân quay về kinh sư. Mục nhận lệnh đi trước tấn công Hổ Lao, trong khi đó đại quân của Nguyên Thiên Mục ở phía sau bị quân nhà Lương đánh bại, Thiên Mục vượt Hoàng Hà bỏ chạy. Mục trước sau có địch, lòng quân ly tán, bèn đầu hàng.
Nguyên Hạo cho rằng sự kiện Hà Âm, khởi đầu là do Mục, đưa ông vào cật vấn, rồi đem ra giết chết. Mục hưởng thọ 53 tuổi; sau khi Hiếu Trang đế về cung, được tặng Thị trung, Tư đồ công, thụy là Vũ Tuyên.

## Hậu nhân
Con trai trưởng là Phí Khánh Viễn, giữa niên hiệu Vĩnh An thời Hiếu Trang đế, làm đến Long tương tướng quân, Thanh Châu khai phủ tư mã.
Con trai thứ hai là Phí Hiếu Viễn, được tập tước. Giữa niên hiệu Thiên Bình thời Đông Ngụy Hiếu Tĩnh đế, Hiếu Viễn trốn sang Tây Ngụy.